# Bijrkert
Firma Bürkert Fluid Control Systems (Christian Bürkert GmbH & Co. KG), njemački je proizvođač uređaja za mjerenje i kontroliranje sistema za tekućine i plinove sa sjedištem u Ingelfingenu. Od osnivanja je u porodičnom vlasništvu.

## Istorija
Bürkert je osnovao 1946. godine Christian Bürkert. Prvi proizvodi su bili temperaturni regulatori za inkubatore i šporete. Od 1950. godine se firma počinje prvenstveno baviti sistemima baziranim na tečnost.

## Lokacije
Pored glavnog sjedišta u Ingelfingenu, Bürkert posjeduje fabrike u Njemačkoj (Criesbach, Gerabronn i Öhringen) i Francuskoj (Triembach-au-Val), sa više od 2.500 zaposlenih u čitavom svijetu.. Firma je prisutna u 36 države svijeta sa 35 samostalnim firmama. Jedinstveni proizvodi i rješenja prilagođeni potrebama kupca se proizvode u 5 Systemhaus lokacije u Njemačkoj (Criesbach, Drezden, Dortmund),  Americi (Charlotte, NC) i Kini (Suzhou).

## Proizvodi
Proizvodi i sistemi firme Bürkert se pronalaze u više od 300 različitih industrija kao što su pivnice, laboratorijska tehnologija, medicinsko inžinjerstvo i zračno-svemirska industrija. Proizvode se elektromagnetni ventili, regulacioni ventili, pneumatski ventili, senzori, kontroleri i mjerači masenog protoka i drugi proizvodi. Pored toga, Bürkert nudi sisteme i rješenja napravljena za potrebe kupca.

## Podjela
Firma se dijeli na osnovu primjene svojih proizvoda na dijelove:
- Voda
- Gas
- Higijena
- Mikro[14]